# Bertha av Bretagne
Bertha av Bretagne, född 1114, död 1156, var en regerande hertiginna av Bretagne från 1148 till sin död 1156. Hon var dotter till hertig Conan III av Bretagne och Maud FitzRoy. 
Bertha hade en äldre bror, greve Hoel av Nantes, och var ursprungligen inte sin fars tronarvinge. Hon gifte sig 1138 med greve Allan av Penthièvre, Earl av Richmond, med vilken hon bland annat fick de framtiden Conan IV av Bretagne. 1146 återvände hon till Bretagne och gifte sig med Viscount Odo av Porhoet. 1148 förklarade den döende fadern hennes bror för illegitim och lämnade därför tronen till henne. Efter hennes död 1156 utbröt en tid av inbördeskrig mellan hennes son Conan IV och hennes änkling, som möjligen hade kommit överens med hennes bror Hoel om att dela Bretagne mellan sig.  